# Lisnarrick
Lisnarrick är en ort i Storbritannien.   Den ligger i riksdelen Nordirland, i den västra delen av landet, 600 km nordväst om huvudstaden London. Lisnarrick ligger 63 meter över havet och antalet invånare är 250.
Terrängen runt Lisnarrick är platt. Runt Lisnarrick är det ganska glesbefolkat, med 43 invånare per kvadratkilometer. Närmaste större samhälle är Enniskillen, 13,9 km söder om Lisnarrick. Trakten runt Lisnarrick består i huvudsak av gräsmarker.